# University of South Dakota
Die University of South Dakota (auch USD genannt) ist eine staatliche Universität in Vermillion im Südosten des US-Bundesstaates South Dakota. Ein weiterer Campus befindet sich in Sioux Falls. 
Mit 9.464 Studenten (2021) und 437 Lehrkräften ist sie nach der South Dakota State University die zweitgrößte Hochschule in South Dakota. Zu der Universität gehören die einzige medizinische und die einzige juristische Fakultät des Staates.
Die Präsidentin Sheila Gestring amtiert seit 2018.

## Geschichte
Die Genehmigung zur Gründung der ersten (privaten) Universität wurde 1862 vom Gesetzgeber des Dakota-Territoriums erteilt, doch da damit keine Finanzierung verbunden war, begann der Studienbetrieb erst 1883. Damit ist sie die älteste Universität im heutigen South Dakota.
Präsident war von 1997 bis 2018 der Jurist und demokratische Politiker James W. Abbott (* 1948), der an der Law School der USD studiert hatte und bei der Gouverneurswahlen 2002 einem Republikaner unterlag. 2007 spendete er einem Mitarbeiter eine Niere. Die Operation verlief erfolgreich.

## Einrichtungen
- Beacom School of Business
- College of Arts & Sciences
- College of Fine Arts
- Graduate School
- Knudson School of Law
- Sanford School of Medicine
- School of Education
- School of Health Sciences

Ein Technologiepark, der USD Discovery District, befindet sich im Aufbau. Ein Schwerpunkt der Forschung ist die angewandte biotechnologische Forschung. Derzeitiger (2023) Interimspräsident ist James W. Abbott.

## Fachrichtungen
Die folgenden Fachrichtungen werden sowohl grundständig als auch für Graduierte angeboten:
- Art & Design
- Business
- Communication & Media
- Culture & Society
- Education & Teaching
- Engineering
- Language & Literature
- Law & Government
- Mathematics
- Medicine, Health & Wellness
- Performing Arts
- Science & Technology
- Exercise Science & Sport

## Sport
Das Sportteam der USD sind die Coyotes. Die Universität ist Mitglied der Summit League.

## Berühmte Absolventen
- Tom Brokaw (* 1940) – Journalist
- Dusty Johnson (* 1976) – Kongressabgeordneter
- Ernest O. Lawrence (1901–1958) – Atomphysiker und Nobelpreisträger
- Al Neuharth (1924–2013) – Gründer von USA Today
- Greg Mortenson – Gründer des Central Asia Institute
- Eugene Vidal (1895–1969) – Zehnkämpfer, Footballspieler und Luftfahrtpionier